# Sparreholm (äpple)

Sparreholmsäpple (litografi av målning av Henriette Sjöberg (1842–1915)).

Sparreholm är en äppelsort som har sitt ursprung i Sverige. Sparreholm är ett sommaräpple som står sig bra emot sjukdomar. Skalet på detta äpple är rött och gulgrönt, och köttet är vitt med en smak som skiljer sig från andra äpplen. Vissa anser att äpplet har en smak av banan. Sparreholm är främst ett ätäpple, men fungerar även vid lätt omogenhet, att användas i köket. Blomningen på detta äpple är tidig, och äpplet pollineras av bland annat Sävstaholm och Transparente Blanche. I Sverige odlas Sparreholm gynnsammast i zon II-IV.